# Calloarca tetraquetra
Calloarca tetraquetra is een tweekleppigensoort uit de familie van de Arcidae. De wetenschappelijke naam van de soort is voor het eerst geldig gepubliceerd in 1983 door Kilburn.